# Джей (Флорида)
Джей (англ. Jay) — муниципалитет, расположенный в округе Санта-Роза (штат Флорида, США) с населением в 579 человек по статистическим данным переписи 2000 года.

## География
По данным Бюро переписи населения США муниципалитет Джей имеет общую площадь в 4,14 квадратных километров, водных ресурсов в черте населённого пункта не имеется.
Муниципалитет Джей расположен на высоте 78 м над уровнем моря.

## Демография
По данным переписи населения 2000 года в Джеe проживало 579 человек, 147 семей, насчитывалось 230 домашних хозяйств и 278 жилых домов. Средняя плотность населения составляла около 139,86 человек на один квадратный километр. Расовый состав населённого пункта распределился следующим образом: 97,58 % белых, 0,35 % — чёрных или афроамериканцев, 1,21 % — коренных американцев, 0,17 % — азиатов, 0,69 % — представителей смешанных рас, Испаноговорящие составили 1,90 % от всех жителей.
Из 230 домашних хозяйств в 31,3 % воспитывали детей в возрасте до 18 лет, 45,7 % представляли собой совместно проживающие супружеские пары, в 12,6 % семей женщины проживали без мужей, 35,7 % не имели семей. 31,7 % от общего числа семей на момент переписи жили самостоятельно, при этом 13,0 % составили одинокие пожилые люди в возрасте 65 лет и старше. Средний размер домашнего хозяйства составил 2,43 человек, а средний размер семьи — 3,07 человек.
Население муниципалитета по возрастному диапазону по данным переписи 2000 года распределилось следующим образом: 24,5 % — жители младше 18 лет, 7,3 % — между 18 и 24 годами, 25,2 % — от 25 до 44 лет, 26,8 % — от 45 до 64 лет и 16,2 % — в возрасте 65 лет и старше. Средний возраст жителей составил 40 лет. На каждые 100 женщин в Джеe приходилось 91,7 мужчин, при этом на каждые сто женщин 18 лет и старше приходилось 86,8 мужчин также старше 18 лет.
Средний доход на одно домашнее хозяйство составил 23 500 долларов США, а средний доход на одну семью — 40 250 долларов. При этом мужчины имели средний доход в 26 719 долларов США в год против 21 500 долларов среднегодового дохода у женщин. Доход на душу населения составил 23 500 долларов в год. 13,8 % от всего числа семей в населённом пункте и 16,5 % от всей численности населения находилось на момент переписи населения за чертой бедности, при этом 23,9 % из них были моложе 18 лет и 12,9 % — в возрасте 65 лет и старше.